# Поггензе
Поггензе (нем. Poggensee) — община в Германии, в земле Шлезвиг-Гольштейн.
Входит в состав района Герцогство Лауэнбург. Подчиняется управлению Нуссе.  Население составляет 342 человека (на 31 декабря 2010 года). Занимает площадь 5,44 км².